# قائمة زملاء الجمعية الملكية المنتخبين في 1800
هذه الصفحة تعرض قائمة زملاء الجمعية الملكية المُنتخبين لعام 1800.

## الزملاء
- Thomas Pelham, 2nd Earl of Chichester [الإنجليزية]‏
- Morton Eden, 1st Baron Henley [الإنجليزية]‏
- Michael Symes (diplomat) [الإنجليزية]‏
- John Corse Scott [الإنجليزية]‏
- Alexander Crichton [الإنجليزية]‏
- توماس جونز [الإنجليزية]‏
- Robert Smith, 1st Baron Carrington [الإنجليزية]‏
- William George Maton [الإنجليزية]‏
- Charles Dickinson (FRS) [الإنجليزية]‏
- Arthur Annesley, 1st Earl of Mountnorris [الإنجليزية]‏
- Caleb Hillier Parry [الإنجليزية]‏
- Henry Cecil, 1st Marquess of Exeter [الإنجليزية]‏
- Codrington Edmund Carrington [الإنجليزية]‏